# Never a Dull Moment
Never a Dull Moment es el cuarto álbum de estudio del cantante británico de rock Rod Stewart, publicado en 1972 a través de Mercury Records. Es considerado como uno de los mejores de su carrera, ya que sigue la estética de Every Picture Tells a Story y la multi faceta de sus dos primeros trabajos.
Dentro del listado de canciones, se incluye los covers «Mama You Been on My Mind» de Bob Dylan, «I'd Rather Go Blind» de Etta James y «Twistin' the Night Away» de Sam Cooke. Además se versionó el tema «Angel» de Jimi Hendrix la que fue dedicada a él, ya que Ronnie Wood era muy amigo del guitarrista.

## Recepción comercial y promoción
Consiguió un éxito parecido a su disco predecesor, sobre todo en algunos países europeos y anglosajones. Alcanzó el primer puesto en la lista UK Albums Chart del Reino Unido, donde permaneció treinta y seis semanas consecutivas. Mientras que en los Estados Unidos alcanzó la segunda posición en los Billboard 200 y en el mismo año fue certificado con disco de oro por la Recording Industry Association of America, luego de superar las 500 000 copias vendidas.
Para promocionarlo fueron lanzados tres canciones como sencillos; «Angel», «You Wear It Well» y «Twistin' the Night Away» que entraron en los Billboard Hot 100 en los puestos 40, 13, y 59 respectivamente. Además en algunos países como el Reino Unido e Irlanda fue lanzado como sencillo la versión de «What's Made Milwaukee Famous (Has Made a Loser Out of Me)» del cantautor de country Glenn Sutton, que fue grabado durante las sesiones pero que no fue incluido en el disco.

## Lista de canciones
| N.º | Título                     | Escritor(es)                   | Duración |  |
| 1.  | «True Blue»                | Stewart, Ronnie Wood           | 3:32     |  |
| 2.  | «Lost Paraguayos»          | Stewart, Wood                  | 3:57     |  |
| 3.  | «Mama You Been on My Mind» | Bob Dylan                      | 4:29     |  |
| 4.  | «Italian Girls»            | Stewart, Wood                  | 5:00     |  |
| 5.  | «Angel»                    | Jimi Hendrix                   | 4:04     |  |
| 6.  | «Interludings»             | Art Wood                       | 0:40     |  |
| 7.  | «You Wear It Well»         | Stewart, Martin Quittenton     | 5:02     |  |
| 8.  | «I'd Rather Go Blind»      | Billy Foster, Ellington Jordon | 3:53     |  |
| 9.  | «Twistin' the Night Away»  | Sam Cooke                      | 3:13     |  |

## Posición
| País           | Lista                   | Posición |
| -------------- | ----------------------- | -------- |
| Reino Unido    | UK Albums Chart         | 1        |
| Canadá         | Canadian Albums Chart   | 1        |
| Estados Unidos | Billboard 200           | 2        |
| Países Bajos   | MegaCharts              | 2        |
| Australia      | Australian Albums Chart | 3        |
| Suecia         | Sverigetopplistan       | 4        |
| Noruega        | VG-lista                | 8        |
| Italia         | Top 100 Artisti         | 22       |
| Alemania       | Media Control Charts    | 37       |
| Japón          | Japan Albums Chart      | 56       |

| País         | Lista (1972)            | Posición |
| ------------ | ----------------------- | -------- |
| Reino Unido  | UK Albums Chart         | 4        |
| Países Bajos | MegaCharts              | 15       |
| Australia    | Australian Albums Chart | 18       |
| Italia       | Top 100 Artisti         | 89       |

## Músicos
- Rod Stewart: voz y guitarra acústica
- Ronnie Wood: guitarra eléctrica, slide y bajo
- Ian McLagan: teclados y piano
- Micky Waller: batería
- Kenney Jones: batería en «True Blue», «I'd Rather Go Blind» y «Angel»
- Martin Quittenton: guitarra acústica
- Pete Sears: piano y bajo
- Lindsay Raymond Jackson: mandolina
- Dick "Tricky Dicky" Powell: violín
- Neemoi "Speedy" Aquaye: congas
- Spike Heatley: contrabajo
- Gordon Huntley: steel guitar